# Eschweilera
Eschweilera es un género de plantas leñosas en la familia de las Lecythidaceae, que se encuentran en América tropical, entre México y Brasil. Son árboles de diferentes tamaños hojas simples y alternas. Sus frutos son pixidios globosos, con una tapa que se desprende y deja caer las semillas al suelo.
Comúnmente se les conoce como cargueros, popáis, machimangos, charques, olletos o cocos de mono. Varias especies son maderables. La corteza del tronco es desprendida usada por la población nativa, para fabricar guayucos, antorchas y otros objetos.
En la amazonia colombiana su fruto es utilizado como artesanías. (Acero.1979)

## Especies
- Eschweilera alvimii
- Eschweilera antioquensis
- Eschweilera amazonica
- Eschweilera amazonicaformis
- Eschweilera amplexifolia
- Eschweilera atropetiolata
- Eschweilera baguensis
- Eschweilera beebei
- Eschweilera bogotensis
- Eschweilera boltenii
- Eschweilera calyculata
- Eschweilera carinata
- Eschweilera compressa
- Eschweilera coriacea
- Eschweilera costaricensis
- Eschweilera cyathiformis
- Eschweilera fanshawei
- Eschweilera grandiflora (Aubl.) Sandwith - marmita de mono[1]
- Eschweilera hondurensis
- Eschweilera integricalyx
- Eschweilera integrifolia
- Eschweilera jacquelyniae
- Eschweilera longirachis
- Eschweilera mexicana cajita
- Eschweilera neei
- Eschweilera obversa
- Eschweilera panamensis
- Eschweilera parvifolia
- Eschweilera pittieri
- Eschweilera potaroensis
- Eschweilera punctata
- Eschweilera rabeliana
- Eschweilera rhododendrifolia
- Eschweilera rimbachii
- Eschweilera rionegrense
- Eschweilera rodriguesiana
- Eschweilera roraimensis
- Eschweilera sclerophylla
- Eschweilera squamata
- Eschweilera subcordata
- Eschweilera tetrapetala
- Eschweilera venezuelica